# Jacanidae
Gli Jacanidi (Jacanidae Stejneger, 1885) sono una famiglia di uccelli acquatici dell'ordine dei Caradriiformi (Charadriiformes). Vivono negli specchi d'acqua ricoperti da piante acquatiche, sulle quali trovano appoggio con i loro piedi sproporzionati e vanno in cerca di cibo, costruiscono nidi e allevano i piccoli. Sono uno dei pochi gruppi di uccelli in cui sono i maschi ad assumersi i compiti di cova e di allevamento dei piccoli.

## Etimologia
Jacana è probabilmente un errore ortografico di Linneo, che riprodusse in questo modo il brasiliano jaçanã (a sua volta derivato da una parola tupi, che designava questo tipo di uccello) la cui pronuncia esatta dovrebbe essere ʒasaˈnã.

## Descrizione
Le dimensioni delle jacane variano tra i 15 cm della jacana minore ai 30 cm raggiunti da diverse specie; il fagiano d'acqua si differenzia dalle altre specie per le penne della coda molto più lunghe, tanto che può raggiungere una lunghezza totale di 58 cm. Il peso varia tra 40 e 260 g. Le femmine sono sempre più grandi e pesanti dei maschi. In media, una jacana femmina è del 78% più pesante del maschio, mentre nel caso del fagiano d'acqua è più pesante del 100%. In nessun'altra specie di uccelli le femmine sono così significativamente più grandi quanto nelle jacane.
La caratteristica più distintiva delle jacane sono le loro dita estremamente allungate, che non hanno eguali nel regno degli uccelli. Grazie ad esse, il peso dell'uccello viene distribuito su un'area più ampia, consentendo loro di camminare sulle piante acquatiche galleggianti. Ciascun piede può coprire una superficie di 15 × 20 cm. Anche le zampe sono relativamente lunghe.
Le jacane hanno il piumaggio di colore nero, marrone rossiccio e verde oliva. Alcune specie hanno le parti inferiori bianche. Non c'è dimorfismo sessuale nella colorazione. Solo una specie, il fagiano d'acqua, presenta una livrea nuziale diversa da quella d'eclissi. Durante il periodo riproduttivo, inoltre, la specie sviluppa delle penne della coda straordinariamente lunghe. La maggior parte delle specie presenta delle aree di pelle nuda sulla fronte e sulla gola, di colore blu brillante o rosso. Il loro colore può variare a seconda dell'umore dell'animale: nel caso della jacana crestata, il colore cambia dal giallo al rosso quando è eccitata.
Le jacane sono generalmente pessime volatrici, che volano solo per brevi distanze. Tre specie hanno degli speroni acuminati sulle ali come estensione del metacarpo, che possono usare nelle dispute territoriali. Le jacane sono in grado di nuotare e tuffarsi, ma raramente usano queste abilità. Solo i giovani si immergono regolarmente per nascondersi dai predatori, lasciando visibile sopra la superficie dell'acqua solo il becco.

## Distribuzione e habitat

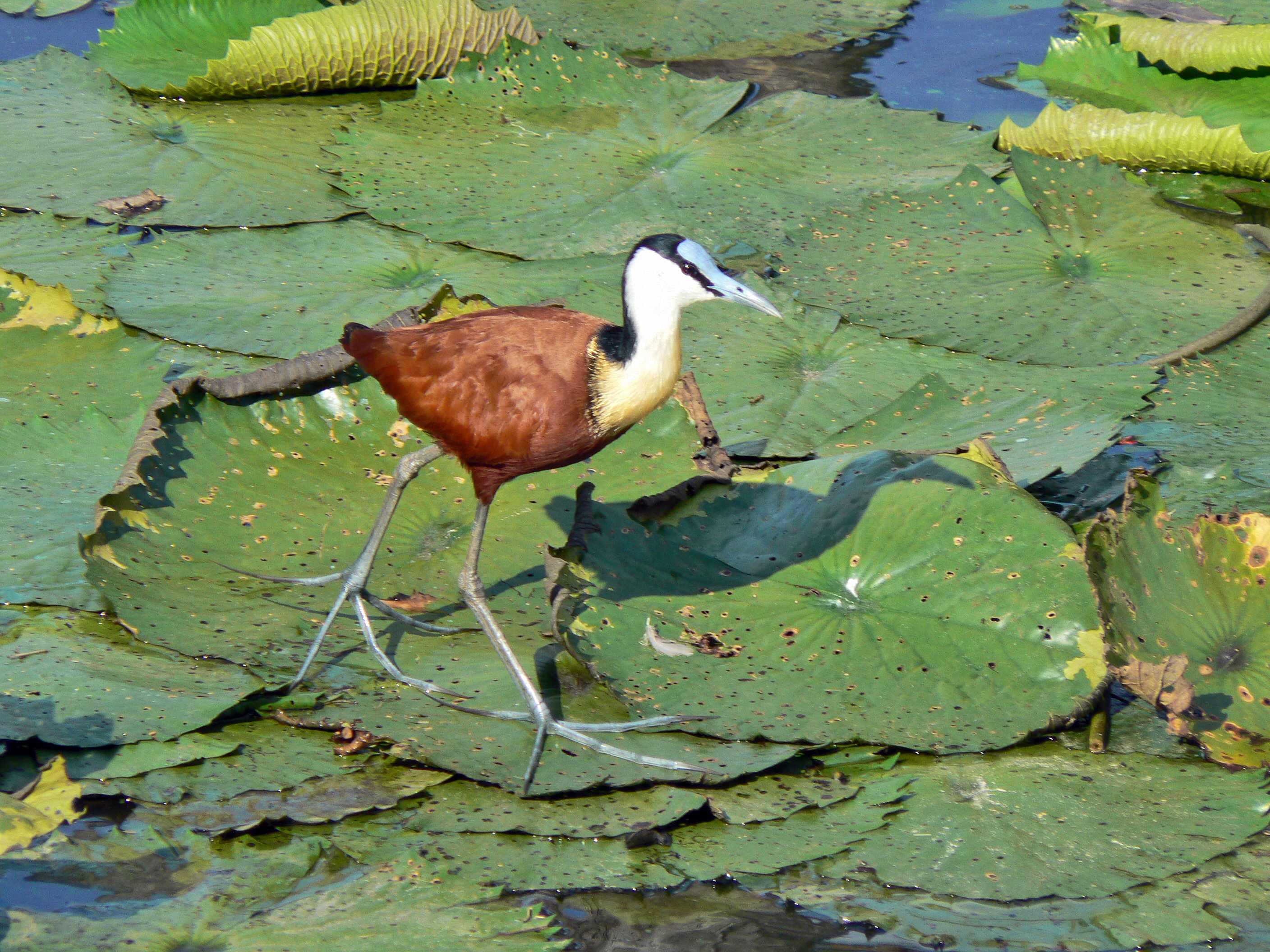
Una jacana africana nel suo caratteristico habitat.

Nonostante il limitato numero di specie, le jacane hanno un'ampia distribuzione, che si estende a diversi continenti. Delle otto specie, due vivono nell'Africa subsahariana, una in Madagascar, due nell'Asia meridionale e sud-orientale, una in Australia e nel Sud-est asiatico, una in America centrale e una in America meridionale. Le jacane sono solitamente uccelli stanziali; fa eccezione il fagiano d'acqua, le cui popolazioni nidificanti cinesi e himalayane migrano a sud nel Sud-est asiatico.
L'habitat delle jacane consiste in acque stagnanti tropicali e subtropicali invase da piante acquatiche, quali ninfee, ludwigie, felci galleggianti, potamogeti e poligoni.

## Biologia

### Alimentazione

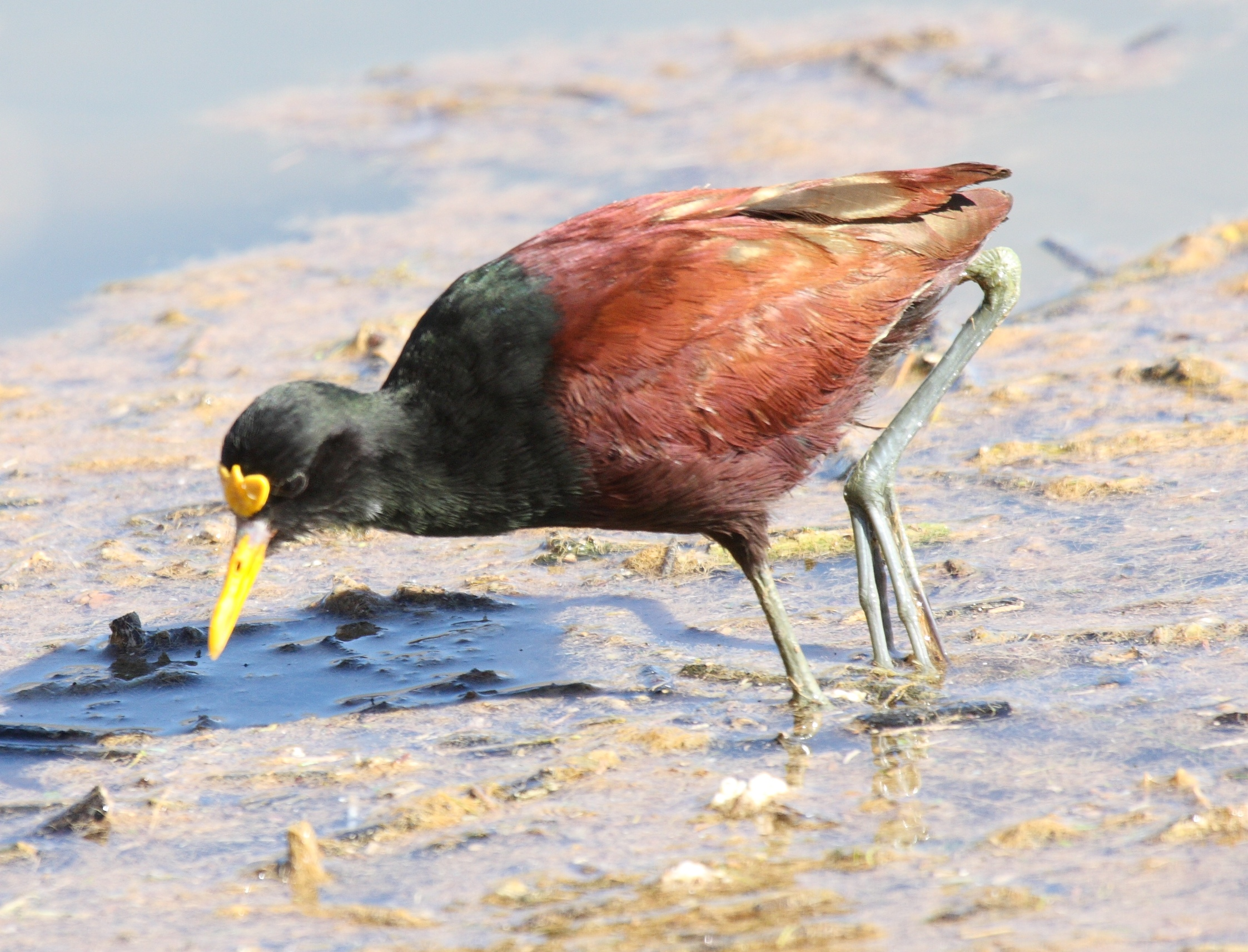
Jacana spinosa in cerca di cibo.

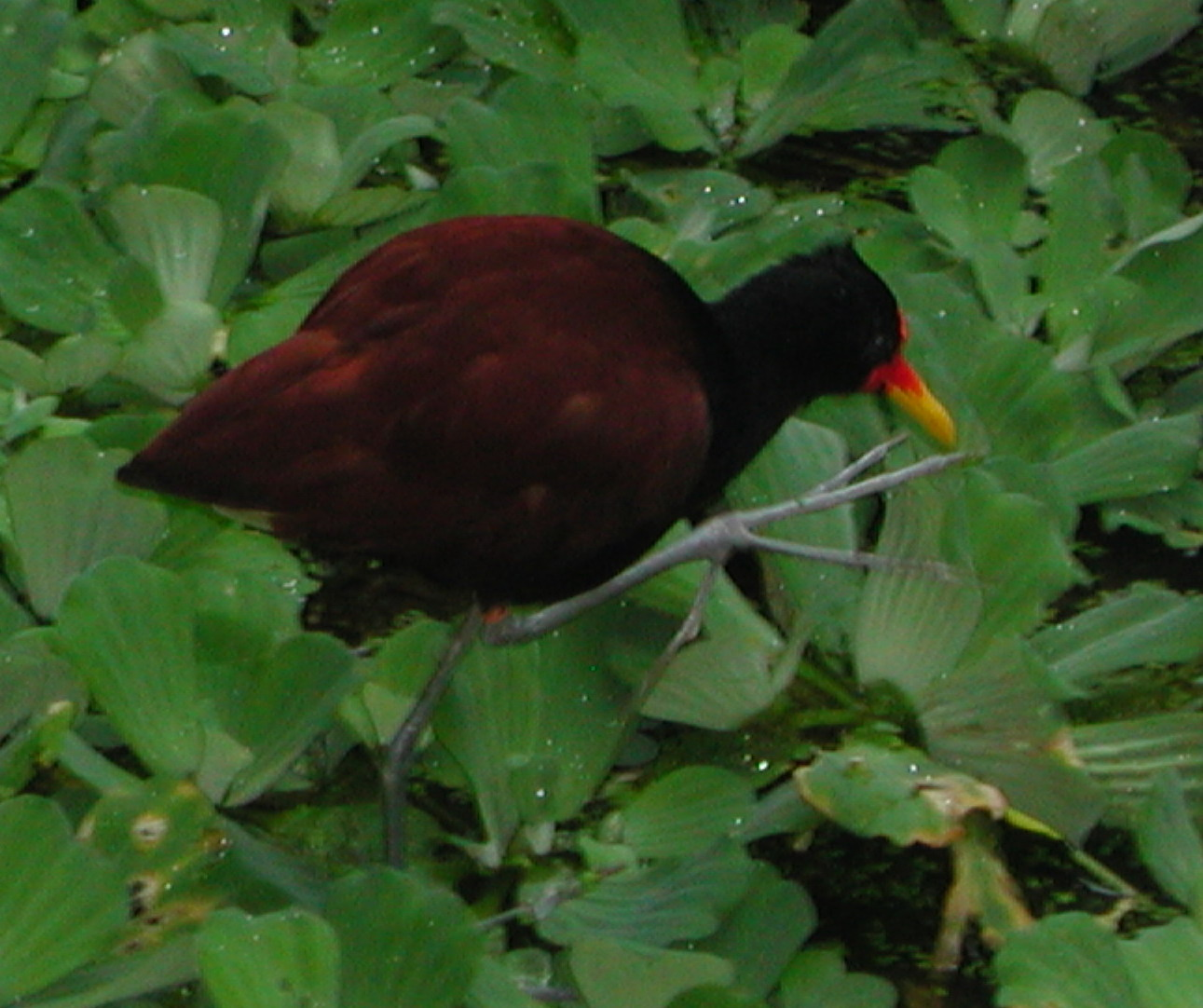
Jacana dai bargigli al Dählhölzli di Berna.

Le jacane sono principalmente carnivore. La loro dieta principale è costituita dagli insetti che vivono sulle piante acquatiche o nell'acqua o che sono caduti in acqua. Quando vanno in cerca di cibo, estraggono anche le parti delle piante che si trovano sotto la superficie, dalle quali strappano via i crostacei, le lumache e gli insetti che vi abitano. Le foglie galleggianti delle piante vengono girate con i piedi per raggiungere gli animali che vivono sul lato inferiore.
I pesciolini vengono mangiati molto raramente e solo quando sono in superficie. In America meridionale sono state osservate delle jacane che beccano le zecche dai capibara e un comportamento simile si riscontra in Africa, dove questi uccelli stanno sul dorso degli ippopotami e li liberano dai parassiti.
Talvolta, nello stomaco delle jacane, è stato trovato anche cibo di origine vegetale, ma non è chiaro se questo venga ingerito accidentalmente durante la caccia agli insetti o se venga mangiato volontariamente.

### Riproduzione

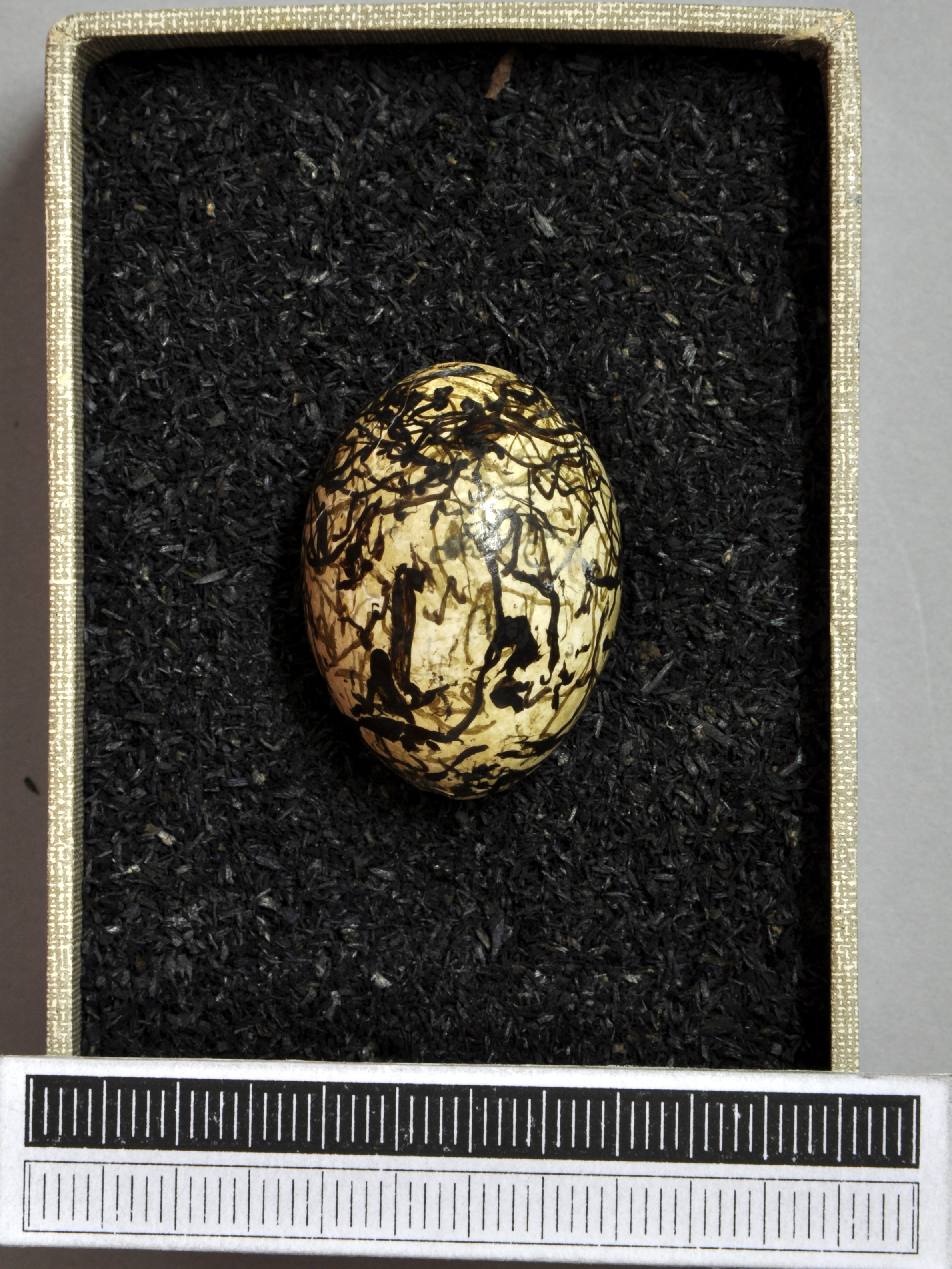
Uovo al museo di Wiesbaden.

Sette delle otto specie hanno un sistema riproduttivo poliandrico, in cui le femmine dominanti si accoppiano con più maschi. La cova e l'allevamento dei piccoli sono poi di esclusiva competenza dei maschi, mentre le femmine continuano a vigilare sui confini territoriali. Fa eccezione la jacana minore, nella quale vige la monogamia stagionale e in cui entrambi i partner sono ugualmente coinvolti nella cova. Le abitudini descritte di seguito, pertanto, sono valide per tutte le jacane ad eccezione della jacana minore.
Sia i maschi che le femmine difendono il territorio, ma entro limiti diversi: il maschio difende l'area intorno al suo nido, mentre la femmina difende i suoi maschi e tutto il suo territorio. Le dimensioni del territorio sono variabili: i maschi che si riproducono per primi mantengono territori abbastanza ampi e spesso, in tale periodo, sono gli unici partner della femmina. Tuttavia, non appena le uova vengono deposte e inizia l'incubazione, i maschi possono difendere solo un territorio più piccolo. Nelle aree esterne dell'ex territorio, quindi, si insediano altri maschi che costruiscono nidi e stabiliscono i propri piccoli territori. La femmina non solo difende il suo vasto territorio dagli intrusi, ma aiuta anche i suoi maschi a difendere i loro territori, anche contro i propri partner. Comunque, questo è l'unico compito della femmina, che, dopo aver deposto le uova, non ha più alcun contatto con esse e con i piccoli.
Altre dispute vedono come protagoniste le sole femmine. Se una femmina viene cacciata dal suo territorio, ciò ha gravi conseguenze per tutti i maschi che vi si riproducono. La nuova femmina cerca di conquistare per sé l'intero territorio, ma ogni tanto femmine provenienti da territori limitrofi riescono a conquistare anche i singoli maschi, dimodoché il vecchio territorio si ritrova ulteriormente suddiviso. In entrambi i casi la nidiata della femmina espulsa viene distrutta: questo vale sia per le uova che per i piccoli, beccati a morte dalla femmina appena arrivata. In questo caso solo i pulcini più grandi possono riuscire a fuggire. I maschi si riproducono con la nuova femmina subito dopo aver perso la nidiata. La maggior parte delle femmine ha tre o quattro compagni, ma possono averne anche di meno o di più. Negli stagni molto piccoli spesso c'è spazio solo per il territorio di un unico maschio, quindi in questi casi può verificarsi la formazione di coppie monogame.
Il nido è una piattaforma galleggiante costruita con piante acquatiche. La base è spesso costituita da ramoscelli, con foglie e altre parti verdi della vegetazione che formano lo strato superiore. Della sua costruzione si occupa il solo maschio, che spesso costruisce molti di questi nidi galleggianti. La coppia si accoppia su una di queste piattaforme, poi la femmina sceglie un nido in cui deporre le uova. Il nido viene costantemente riparato e ampliato dal maschio durante l'intero periodo riproduttivo. Se un nido si rivela instabile, il maschio può spostarsi in un altro nido con la sua covata. A tale scopo, le uova vengono fatte rotolare su una piattaforma adiacente o, se ciò non è possibile, tenute tra il becco e il mento e trasportate nella nuova sede.
La covata è sempre composta da quattro uova. Teoricamente è anche ipotizzabile che un maschio riceva le uova di un concorrente deposte nel suo nido: non è chiaro se e come sia garantito che ogni maschio riceva le uova che gli appartengono. Le uova hanno una superficie lucida e dall'aspetto umido e sono di colore uniforme nel fagiano d'acqua e ricoperte di macchie nere in tutte le altre specie. L'incubazione dura da 22 a 28 giorni; durante questo periodo il maschio abbandona il nido di tanto in tanto per andare in cerca di cibo, lasciando la covata incustodita.
I pulcini escono dalle uova contemporaneamente. I gusci vengono poi portati via ad almeno 10 m di distanza dal nido: tale comportamento, presente anche in alcuni gabbiani, ha lo scopo di evitare che tradiscano la presenza del nido ad eventuali predatori. I giovani raggiungono l'indipendenza tra le dieci e le dodici settimane, talvolta anche dopo sei. In alcune specie, i maschi trasportano i loro piccoli tra le ali, con le zampette dei pulcini che sporgono dal piumaggio.
Il successo riproduttivo è basso: meno della metà delle covate rimane intatta fino alla schiusa. Ciò è dovuto alle lotte territoriali, alle condizioni meteorologiche (le forti piogge trascinano le uova nell'acqua), ai predatori o alla distruzione accidentale da parte di ungulati che attraversano gli stagni, che distruggono i nidi nel tragitto.

## Tassonomia
A causa della loro somiglianza esterna con i ralli, in passato le jacane venivano occasionalmente classificate tra i Gruiformi. Nonostante una specie sia nota come fagiano d'acqua, non c'è alcuna parentela tra questi uccelli e i Galliformi.
Oggi l'appartenenza delle jacane all'ordine dei Caradriiformi è fuori discussione. All'interno di questo gruppo, venne ipotizzata fin da subito una stretta parentela con le beccacce dorate (Rostratulidae), a causa di somiglianze nella struttura scheletrica e dello stesso numero di remiganti primarie (dieci, contro le undici di tutti gli altri Caradriiformi). L'esistenza di un sister group formato da jacane e beccacce dorate è stata confermata dalle analisi del DNA; il gruppo formato dalle due famiglie, talvolta considerato una superfamiglia (Jacanoidea), è a sua volta un sister group dei tinocoridi (Thinocoridae) e questi tre, insieme, costituiscono un sister group degli scolopacidi (Scolopacidae).
Le jacane sono note dai fossili sin dall'Oligocene. Il primo genere attualmente esistente, invece, fece la sua comparsa nel Pliocene.

### Specie
Le otto specie sono ripartite in sei generi, come segue:
- Actophilornis Oberholser, 1925

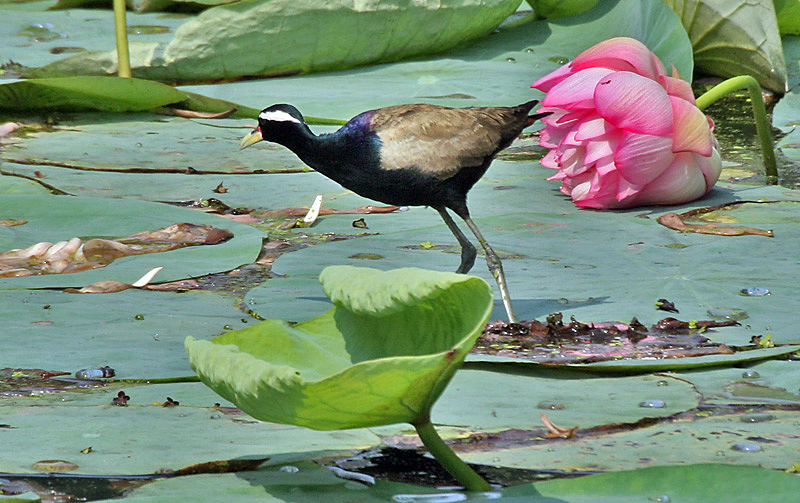
Jacana alibronzate.

  - jacana africana - Actophilornis africanus (J. F. Gmelin, 1789)
  - jacana del Madagascar - Actophilornis albinucha (I. Geoffroy Saint-Hilaire, 1832)
- Irediparra Mathews, 1911
  - jacana crestata - Irediparra gallinacea (Temminck, 1828)
- Jacana Brisson, 1760
  - jacana spinosa - Jacana spinosa (Linnaeus, 1758)
  - jacana dai bargigli - Jacana jacana (Linnaeus, 1766)
- Hydrophasianus Wagler, 1832
  - fagiano d'acqua - Hydrophasianus chirurgus (Scopoli, 1786)
- Metopidius Wagler, 1832
  - jacana alibronzate - Metopidius indicus (Latham, 1790)
- Microparra Cabanis, 1877
  - jacana minore - Microparra capensis (A. Smith, 1839)

Le jacane vengono suddivise in due taxa monofiletici: uno formato dalle specie americane del genere Jacana e dal fagiano d'acqua, l'altro dalle specie rimanenti. Il cladogramma si presenta così:
|  | Jacana         |
|  |                |
|  | Hydrophasianus |
|  |                |

|      | Metopidius                                                |
|      |                                                           |
| N.N. | \| \| Microparra \| \| \| \| \| \| Irediparra \| \| \| \| |
|      | \| \| Microparra \| \| \| \| \| \| Irediparra \| \| \| \| |
|      | Microparra                                                |
|      |                                                           |
|      | Irediparra                                                |
|      |                                                           |

|  | Microparra |
|  |            |
|  | Irediparra |
|  |            |

|      | Metopidius                                                |
|      |                                                           |
| N.N. | \| \| Microparra \| \| \| \| \| \| Irediparra \| \| \| \| |
|      | \| \| Microparra \| \| \| \| \| \| Irediparra \| \| \| \| |
|      | Microparra                                                |
|      |                                                           |
|      | Irediparra                                                |
|      |                                                           |

|  | Microparra |
|  |            |
|  | Irediparra |
|  |            |

|  | Jacana         |
|  |                |
|  | Hydrophasianus |
|  |                |

|      | Metopidius                                                |
|      |                                                           |
| N.N. | \| \| Microparra \| \| \| \| \| \| Irediparra \| \| \| \| |
|      | \| \| Microparra \| \| \| \| \| \| Irediparra \| \| \| \| |
|      | Microparra                                                |
|      |                                                           |
|      | Irediparra                                                |
|      |                                                           |

|  | Microparra |
|  |            |
|  | Irediparra |
|  |            |

|      | Metopidius                                                |
|      |                                                           |
| N.N. | \| \| Microparra \| \| \| \| \| \| Irediparra \| \| \| \| |
|      | \| \| Microparra \| \| \| \| \| \| Irediparra \| \| \| \| |
|      | Microparra                                                |
|      |                                                           |
|      | Irediparra                                                |
|      |                                                           |

|  | Microparra |
|  |            |
|  | Irediparra |
|  |            |

## Rapporti con l'uomo
Le jacane non hanno mai avuto particolare importanza economica per gli esseri umani. A causa della difficile accessibilità del loro habitat, non hanno mai svolto un ruolo come fornitrici di carne e uova, né come specie nocive o benefiche.
Dal momento che le jacane necessitano di paludi e laghi ricoperti da una fitta vegetazione, sono molto sensibili ai cambiamenti del paesaggio. Il loro habitat sta scomparendo a causa del prosciugamento delle paludi. In altri casi, invece, l'uomo ha creato nuovi habitat adatti a loro, come nel caso del lago Kariba. Tuttavia, i bacini artificiali sono adatti a loro solo se la vegetazione non viene rimossa per motivi estetici.
Gli esseri umani stanno anche danneggiando indirettamente le jacane introducendo nuove specie di animali e piante nel loro habitat. I giacinti d'acqua, originari dell'America meridionale, si stanno attualmente diffondendo in alcuni laghi africani; queste piante formano uno strato di vegetazione troppo fitto e alto per fornire un habitat adatto alle jacane. In Australia, invece, il problema è costituito dai numerosi ungulati introdotti che divorano le piante acquatiche di interi laghi.
Nonostante tutto questo, nessuna delle otto specie è considerata in pericolo.